# BBÖ 1570
Die BBÖ 1570 waren elektrische Lokomotiven der Österreichischen Bundesbahnen BBÖ und die ersten Lokomotiven mit Einzelachsantrieb in Österreich.

## Geschichte

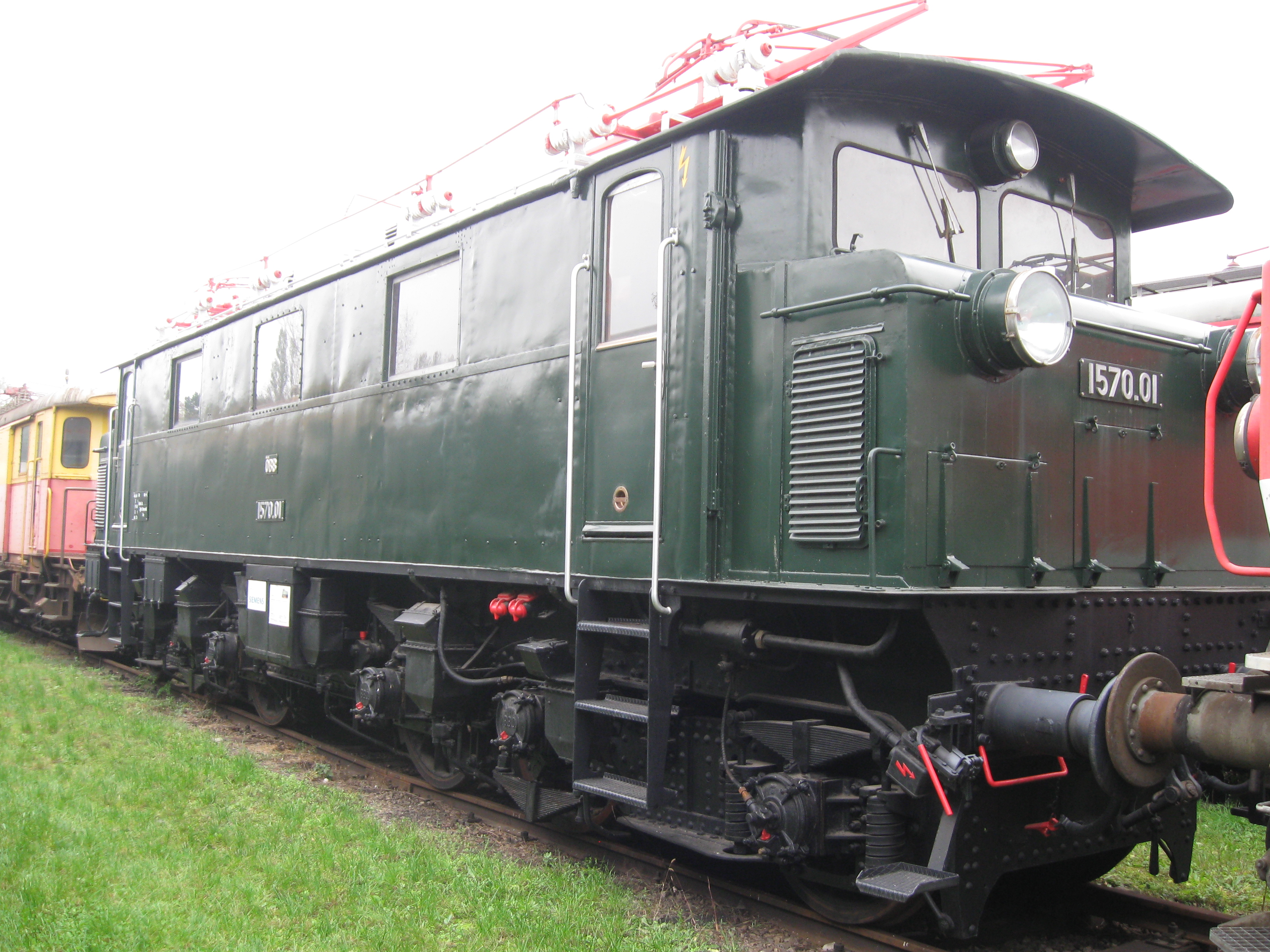
1570.01 als Museumslokomotive in Straßhof

Die für die Bergstrecke der Arlbergbahn beschafften Lokomotiven Reihe BBÖ 1100/BBÖ 1100.1 bewährten sich bestens.
Für die Talstrecken in Tirol und Vorarlberg waren die 1´C´1-Maschinen der Reihe BBÖ 1029 allerdings zu schwach.
Die BBÖ ließ daher für diese Strecken einen eigenen Lokomotivtyp mit Einzelachsantrieb entwickeln, die Österreichischen Siemens-Schuckert-Werke traten als Auftragsnehmer auf. Österreich führte mit dieser Reihe den Einzelachsantrieb ein Jahr vor Deutschland ein. 
Die vier Lokomotiven wurden 1925 geliefert, wobei der mechanische Teil von Krauss in Linz gebaut wurde. Die Maschinen wurden in Bludenz stationiert, erreichten aber hin und wieder mit ihren Zügen auch Innsbruck über die bis zu 30 ‰ steile Arlbergbahn. Trotz des komplizierten Antriebs bewährten sich die Fahrzeuge hervorragend. Für viele Einsatzzwecke erwiesen sie sich allerdings als zu schwach, von einer weiteren Beschaffung wurde daher zugunsten der etwas stärkeren Nachfolgereihe BBÖ 1670 abgesehen.
Die Deutsche Reichsbahn bezeichnete die Lokomotiven als E 22. Die ÖBB kehrte 1953 zur Ursprungsbezeichnung zurück. Alle vier Loks wurden bis 1978 ausgemustert. Die 1570.01 kam zur Sammlung des Österreichischen Eisenbahnmuseums und befindet sich nicht betriebsfähig im Eisenbahnmuseum Strasshof.

## Technik
Für die Art des Antriebes für Elektrolokomotiven gab es zum Zeitpunkt der Beschaffung noch immer keine eindeutige Lösung. Der bei Straßenbahnen übliche Tatzlagerantrieb war für höhere Geschwindigkeiten nicht geeignet, der nach wie vor übliche, von den Dampflokomotiven stammende Treibstangenantrieb war wegen seiner Umsetzung einer rotierenden Bewegung in eine translatorische, die wieder in eine rotierende Bewegung umgewandelt wurde, alles andere als optimal. Erste Versuche mit Einzelachsantrieben, insbesondere Hohlwellenantrieben, zeigten bereits positive Ergebnisse. Von einer einheitlichen Lösung war man jedenfalls noch weit entfernt.
Für die Reihe 1570 entwickelten die Österreichischen Siemens-Schuckert-Werke nach französischen Vorbildern einen eigenen Vertikalantrieb, bei dem die stehend angeordneten Motoren über eine Kegelradübersetzung die Achsen antrieben. Das Großrad sitzt dabei auf einer trommelförmigen Hohlwelle, welche über eine gelenkige Kupplung mit vier Kugelköpfen mit der Achse verbunden ist. Diese Art des Antriebes gestattete es auch, eine Laufachse gemeinsam mit einer angetriebenen Achse in einem Drehgestell zu vereinen. Zum Einsatz kamen vier achtpolige Einphasen-Reihenschlussmotore mit einer Stundenleistung von je 400 kW bei 1315/min. Jeder Motor hatte eine eigene, von der Motorwelle angetriebene Drehkolbenpumpe zur Schmierung der Motorwellenlager. Die Schmierung der Motoren und des unter Öl laufenden Antriebes musste allerdings ständig überwacht werden, was bedingte, dass die Lokomotiven stets von zwei Mann betrieben werden mussten. Der Ölverbrauch soll beträchtlich gewesen sein. 
Gesteuert wurde die Lokomotive über eine 24 Volt-Gleichstrom-Schützensteuerung mit 15 Fahrstufen und mechanischer Verriegelung der Leistungsschütze nach Patent ÖSSW. Zur Bremsung dienten ursprünglich eine Hardy-Saugluftbremse, die später gegen eine Druckluftbremse getauscht wurde. Eine elektrische Bremse besaßen die Lokomotiven nicht.
Die Lokomotiven zeichneten sich durch eine große Laufruhe aus. 

## Verbleib
| Nummer  | Baujahr | Farbgebung | Eigentümer | Standort  |
| ------- | ------- | ---------- | ---------- | --------- |
| 1570.01 | 1925    | grün       | ÖEM        | Strasshof |